# Jules Poignand
« Poignand » redirige ici. Pour l’article homophone, voir Poignant.
Jules Poignand, né le 16 mai 1851 à Besançon et mort le 21 octobre 1921 à Neuilly-sur-Seine, est un homme de lettres français principalement connu sous le nom de plume de Montjoyeux.

## Biographie
Né le 16 mai 1851 à Besançon, Jules-Octave-Joseph-Xavier Poignand est le fils de Louise Micaud et de Jean-Joseph Poignand (1814-1883). Alors avocat, celui-ci fera carrière dans la magistrature, dans le Doubs puis à Saïgon.
Écrivant sous le nom de plume de Stello et, surtout, sous celui de Montjoyeux, Jules Poignand débute comme chroniqueur au Gaulois à la fin des années 1870 avant de devenir le collaborateur du Figaro, du Gil Blas et de plusieurs autres journaux parisiens tels que L'Écho de Paris et Le Triboulet. Il a également écrit des romans et quelques pièces de théâtre.
Il meurt à la maison de retraite Galignani le 21 octobre 1921.